# Красное (Калязинский район)
Красное — деревня в Калязинском районе Тверской области, входит в состав Старобисловского сельского поселения.

## География
Деревня находится на берегу реки Жабня в 15 км на северо-запад от центра поселения деревни Старобислово и в 12 км на юго-восток от города Калязина.

## История
Красное впервые упоминается в 1504 году в архиве Калязинского монастыря. В переписной Кашинской книге 1678 года в селе Красном значится церковь Божьей Пречистой Богородицы Казанской.
В 1808 году в селе была построена каменная Казанская церковь с 3 престолами, распространена в 1882 году
В конце XIX — начале XX века село входило в состав Плещеевской волости Калязинского уезда Тверской губернии. 
С 1929 года деревня входила в состав Исаковского сельсовета Калязинского района Кимрского округа Московской области, с 1935 года — в составе Калининской области, с 1994 года — в составе Исаковского сельского округа, с 2005 года — в составе Старобисловского сельского поселения.

## Население
| 1859 | 2002 | 2010 |
| ---- | ---- | ---- |
| 15   | ↘4   | ↗7   |

## Достопримечательности
В деревне расположена действующая Церковь Казанской иконы Божией Матери (1808).